# Prince Rupert
Prince Rupert ist eine Kleinstadt in der westkanadischen Provinz British Columbia. Sie befindet sich auf Kaien Island und erhielt am 10. März 1910 das Recht auf kommunale Selbstverwaltung (incorporated). Der Ort wurde nach Ruprecht von der Pfalz, Herzog von Cumberland, benannt.
Er wird auch als die „Stadt der Regenbogen“ bezeichnet, da es hier sehr hohe Niederschläge gibt (2500 mm p. a.). Sie ist einer der Ausgangspunkte für die Inside Passage sowie für die Walbeobachtung und für Touren in den Great Bear Rainforest.
Prince Rupert liegt im traditionellen Gebiet der Tsimshian und ist die kanadische Stadt mit dem höchsten Anteil indigener Bevölkerung. Dieser liegt bei rund 32 %.
Die Gemeinde beherbergt eine Basis der kanadischen Küstenwache, die „CCG Base Seal Cove“.

## Geschichte

### Frühgeschichte
Besiedlungsspuren lassen sich etwa bis 3000 v. Chr. zurückverfolgen. Bereits zu dieser Zeit lebten die noch heute um Prince Rupert ansässigen Tsimshian in der Region. 1966 bis 1978 fanden umfangreiche Ausgrabungen statt. Im Hafen fand man ein Kriegergrab aus der Zeit um 200 n. Chr. Neben dem Krieger fand sich der Schädel einer Frau, möglicherweise eine Kriegstrophäe. Dazu kamen zwei Keulen, eine aus dem Kiefer eines Orcas, ein Dolch, ein Kupferarmband, ein Ziegenhorn und ein Hammerstein. Zudem fanden sich Reste einer Rüstung, wie sie die Tsimshian-Krieger noch um 1800 trugen. Rund 14.000 m³ Kulturabraum wurden durchsucht, wobei allein an der nahe gelegenen Lachane Site 500 Holzartefakte zutage kamen.
Insgesamt konnte man rund 200 Häuser nachweisen, die jeweils nach einer durchschnittlichen Lebensdauer von 25 Jahren eingeebnet wurden, und so einen Hügel bildeten. Dazu kamen Abfälle. Eine weitere Quelle sind die „pit cache“ genannten Verstecke für Wintervorräte, meist Fisch.
Eine der wichtigsten Sammlungen zur regionalen Tsimshian-Kultur ist die Dundas Collection. Sie geht auf den schottischen Kleriker Reverend Robert James Dundas zurück, der 1863 in Metlakatla (British Columbia) („Old Metlakatla“) unweit von Prince Rupert lebte. Er erwarb zahlreiche Stücke von William Duncan, einem anglikanischen Missionar, der von seinen Tsimshian-Anhängern die Aushändigung zahlreicher Ritualgegenstände und -kunstwerke erreichte. Dundas brachte die Kunstschätze ins schottische Edinburgh. Sein Urenkel Simon Carey verkaufte die Sammlung bei Sotheby’s in New York im Oktober 2006 für mehr als 7 Millionen Dollar – der höchste, jemals für eine First-Nation-Kunstsammlung erzielte Preis. Den überwiegenden Teil ersteigerten kanadische Museen und Organisationen. Die Ausstellung der Objekte erfolgte in Absprache mit den Älteren der Tsimshian-Stämme von Lax Kw'Alaams und Metlakatla.

### Erste Europäer, Ende der Tsimshian-Dominanz
Als die ersten Europäer Ende des 18. Jahrhunderts ins Gebiet der Tsimshian kamen, lebten die meisten um den heutigen Prince Rupert Harbour und um den Kitselas Canyon. Sie gliederten sich in zehn Stämme. Um am Pelzhandel zu partizipieren, waren sie hierhergezogen, aber auch, weil hier die Lachse reichlich vorkamen. Das große Dorf maß etwa 180 mal 60 m, wobei es sich, wie an der Westküste üblich, am Meeresufer entlangzog.
Die Tsimshian beherrschten die Region und monopolisierten den Handel bis 1862, als eine katastrophale Pockenepidemie rund 80 % von ihnen tötete.
Im selben Jahr begann William Duncan mit seiner Missionstätigkeit im nahe gelegenen Metlakatla, worin er durch Häuptling Ligeex unterstützt wurde. Der Ort wurde zur größten Siedlung in der Region. Doch 1887 zog der Missionar mit 800 der 1100 Gemeindemitglieder auf US-Gebiet um und gründete Metlakatla (Alaska) („New Metlakatla“), bzw. die Independent Native Church.

### Ortsgründung und Eisenbahnbau
Erst mit dem Bau einer Eisenbahnverbindung, der Grand Trunk Pacific Railway, kamen zahlreiche Nicht-Indigene in die Region. Der heutige Ort wurde von Charles M. Hays gegründet, dem regionalen Leiter der Grand Trunk Pacific Railway (GTP), die die 4800 km lange Ost-West-Verbindung von Winnipeg nach Prince Rupert 1914 fertigstellte. Letzteres bildete den westlichen Endpunkt der transkontinentalen Eisenbahnlinie und löste Port Essington am Skeena River als Zentrum der Region ab. Stadtrechte erhielt Prince Rupert am 10. März 1910. Der Gründer plante den Ausbau der Stadt zum Touristikzentrum der Westküste, doch kam er beim Untergang der Titanic am 15. April 1912 ums Leben.
Eine Straßenverbindung (nach Terrace) entstand erst während des Zweiten Weltkriegs, als US-Truppen eingesetzt wurden, um eine schnelle Verbindung zu den Alëuten zu errichten, dieser Highway ist heute Bestandteil des Yellowhead Highways.
1947 entstand eine Zellstofffabrik, dazu entstanden Docks für Kohle und Getreide, doch verlagerte sich der Schwerpunkt der wirtschaftlichen Tätigkeit zunehmend auf die Rohstoffindustrie und den Tourismus, da die Fisch- und die Holzindustrie in den 90er Jahren einbrachen. Prince Rupert lebte bis dahin weitgehend von Lachs und Heilbutt, die bis in die frühen Achtzigerjahre große Vorkommen aufwiesen. Mit dem Rückgang der Bestände kam es zu Konflikten zwischen Fischern aus Kanada und aus den USA bzw. Alaska. Im Juli 1997 blockierten kanadische Fischer die Alaska Marine Highway Ferry, die Malaspina, um gegen die amerikanischen Fangmethoden und -mengen zu protestieren. Die Küstenwache der USA unterhält im nahe gelegenen Ketchikan eine Basis.
Mit dem zunehmenden Export von Rohholz in die USA brach auch die Holz verarbeitende Industrie ein, so dass die Arbeitslosenzahl stieg und die Bevölkerung abzuwandern begann. Zwischen 1996 und 2004 erlebte die Region einen ökonomischen Tiefpunkt, doch kündigte man im April 2005 den Bau eines Container-Hafens an, und die Kreuzfahrten sollten intensiviert werden. Auch profitierte die Region vom Boom in Asien, wobei Prince Rupert als Ex- und Importhafen fungiert.

## Demographie
Der Zensus im Jahre 2011 ergab für die kleine Stadt eine Bevölkerungszahl 12.508 Einwohnern und damit 2,4 % weniger als im Jahr 2006.

## Wirtschaft
Hauptwirtschaftszweige sind die Fischindustrie, die Seeverkehrs- und Hafenwirtschaft sowie der Tourismus.

## Verkehr
Der Hafen ist der nordwestlichste eisfreie Seehafen Kanadas. Träger ist die Prince Rupert Port Authority. Regelmäßige Fährverbindungen bestehen zu mehreren Häfen an der Küste Alaskas und Kanadas bis nach Vancouver. Außerdem ist der Hafen Ausgangspunkt der Inside Passage.
Prince Rupert ist Ausgangspunkt des touristischen Fernzuges in Richtung Prince George–Jasper. Offiziell führt der Zug den Zugnamen seit 2009 nicht mehr, da damals von VIA Rail Canada nahezu alle Zugnamen gestrichen wurden, jedoch wird er in der touristischen Vermarktung weiterhin verwendet. Über diese Verbindung hat der Ort, mit Umsteigen, Anschluss an das übrige nordamerikanische Eisenbahnnetz.
Der Regionalflughafen Prince Rupert Airport (YPR/CYPR) befindet sich auf Digby Island.
Zusätzlich ist die Gemeinde an ein überregionales Netz von Busverbindungen angeschlossen, welches von BC Bus North betrieben wird. Die Gemeinde ist in diesem Netz an der Verbindung Prince Rupert–Smithers–Prince George angebunden. Mit Stand 2020 sind in diesem Netz insgesamt 34 Gemeinden und Siedlungen im zentralen und nördlichen British Columbia verbunden.
Öffentlicher Personennahverkehr wird örtlich und regional mit einer Verbindung nach Port Edward durch das „Prince Rupert Transit System“ angeboten, welches von BC Transit in Kooperation betrieben wird.

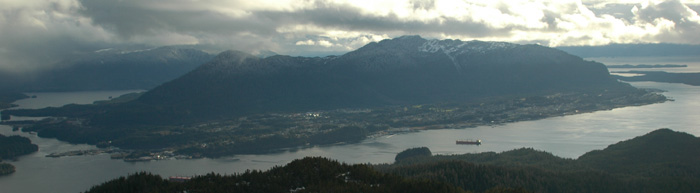
Prince Rupert vom Mount Morse aus gesehen

## Kultur
In Prince Rupert steht das Museum of Northern British Columbia.

## Klimatabelle
|                       | Jan   | Feb   | Mär   | Apr   | Mai   | Jun   | Jul   | Aug   | Sep   | Okt   | Nov   | Dez   |   |         |
| Mittl. Tagesmax. (°C) | 4,6   | 5,9   | 7,4   | 9,9   | 12,3  | 14,2  | 16,1  | 16,7  | 14,9  | 11,1  | 7,1   | 5,1   | ⌀ | 10,5    |
| Mittl. Tagesmin. (°C) | −2,1  | −1,0  | 0,3   | 2,1   | 5,0   | 8,0   | 10,1  | 10,3  | 7,6   | 4,7   | 0,9   | −0,8  | ⌀ | 3,8     |
|                       |       |       |       |       |       |       |       |       |       |       |       |       |   |         |
| Niederschlag (mm)     | 256,9 | 203,9 | 191,6 | 178,7 | 139,5 | 123,7 | 114,3 | 155,4 | 244,0 | 379,2 | 304,4 | 302,0 | Σ | 2.593,6 |
|                       |       |       |       |       |       |       |       |       |       |       |       |       |   |         |
| Sonnenstunden (h/d)   | 1,3   | 2,1   | 2,6   | 3,4   | 4,5   | 4,2   | 4,0   | 4,0   | 3,2   | 1,8   | 1,3   | 1,0   | ⌀ | 2,8     |
|                       |       |       |       |       |       |       |       |       |       |       |       |       |   |         |
| Regentage (d)         | 20,8  | 18,7  | 21,7  | 19,7  | 18,5  | 17,9  | 16,8  | 16,9  | 18,7  | 24,3  | 23,1  | 22,6  | Σ | 239,7   |
|                       |       |       |       |       |       |       |       |       |       |       |       |       |   |         |
| Luftfeuchtigkeit (%)  | 83    | 81    | 80    | 80    | 81    | 84    | 87    | 88    | 87    | 85    | 84    | 84    | ⌀ | 83,7    |

| −2,1 |

| −1,0 |

| 0,3 |

| 2,1 |

| 5,0 |

| 8,0 |

| 10,1 |

| 10,3 |

| 7,6 |

| 4,7 |

| 0,9 |

| −0,8 |

| −2,1 |

| −1,0 |

| 0,3 |

| 2,1 |

| 5,0 |

| 8,0 |

| 10,1 |

| 10,3 |

| 7,6 |

| 4,7 |

| 0,9 |

| −0,8 |

## Persönlichkeiten
- Alycia Butterworth (* 1992), Hindernisläuferin